# Dziunakan
Els Dziunakan (en armeni: Ձյունականներ, Dziunakanner) va ser una família de nakharark (nobles) d'Armènia amb feus hereditaris al Dziunakank, districte de Balunik, a la província de Tauruberan.
Tenien la funció hereditària de Mestres dels Palaus d'Estiu del regne d'Armènia. Probablement eren una branca dels Camsaracans sorgida al segle iv i que va subsistir fins al segle vi. Són esmentat per darrer cop el 555.